# Eucalyptus bosistoana
Eucalyptus bosistoana là một loài thực vật có hoa trong Họ Đào kim nương. Loài này được F.Muell. mô tả khoa học đầu tiên năm 1895.

## Miêu tả
Cây cao đến 60 m.
Sinh trưởng con non (cây con hoặc cây con trên ruộng đến 50 cm): thân tròn theo mặt cắt ngang; vị thành niên lá đối diện với một vài cặp sau đó thay thế , nhỏ nhắn , Dài 3–7 cm, rộng 1,8–3,3 cm, rìa toàn bộ , hiếm khi có rãnh, màu xanh lục nhạt.
Lá trưởng thành mọc so le , cuống lá dài 1–1,8 cm; lưỡi hình mũi mác để giống hình cái liềm , dài 5,8–20 cm, 0,7-2,7 cm rộng, Cụm hoa thường ở nách lá không phân nhánh, ít phổ biến ở đầu cuối.
Hoa màu trắng.
Trái cây có cuống nhỏ, hình chén , thùng hình chữ hoặc hình bán cầu, dài 0,4-0,8 cm, rộng 0,4-0,8 cm, đĩa giảm dần , van 5 hoặc 6, gần vành cấp hoặc kèm theo.
Hạt màu đen, nâu hoặc xám, 0,9–2 mm dài, hình trứng hoặc dẹt-hình trứng, lưng bề mặt shallowly đọ sức hoặc gần như nhẵn, rốn bụng .
Cây con đã trồng (đo ở nút ca 10): lá mầm hai lớp đến thuôn dài; thân cây hình vuông ở mặt cắt ngang; lá luôn luôn có cuống, mọc đối từ 5 đến 10 nốt rồi mọc xen kẽ, hình trứng hình trứng, dài 4–8,5 cm, rộng 3–6,5 cm, gốc thường thuôn nhọn, bạc màu , màu xanh giữa ở trên, nhạt hơn ở dưới.
Thời gian ra hoa
Ra hoa vào tháng Giêng, tháng Hai, tháng Ba, tháng Tư và tháng Bảy.